# Kuwanaspis bambusicola
Kuwanaspis bambusicola är en insektsart som först beskrevs av Cockerell 1899.  Kuwanaspis bambusicola ingår i släktet Kuwanaspis och familjen pansarsköldlöss. Inga underarter finns listade i Catalogue of Life.